# 3351 Smith
3351 Smith è un asteroide della fascia principale. Scoperto nel 1980, presenta un'orbita caratterizzata da un semiasse maggiore pari a 3,0456988 UA e da un'eccentricità di 0,2655175, inclinata di 13,20279° rispetto all'eclittica.
L'asteroide è dedicato all'astronauta americano Michael John Smith.